# Michel Bury
Michel Bury (n. 28 februarie 1952, Ingwiller, région Alsace⁠(d), Franța) este un trăgător de tir ce a reprezentat Franța, medaliat olimpic. A participat la 3 ediții ale Jocurilor Olimpice (1984, 1992, 1996) în care a câștigat o medalie de argint.